# Behemotops
Behemotops  is een uitgestorven geslacht waterbewonende zoogdieren uit de Desmostylia, dat voorkwam in het Oligoceen.
Behemotops is het primitiefste geslacht binnen de Desmostylua en staat vermoedelijk dicht bij de oorsprong van alle andere geslachten. Dit dier leefde in het Vroeg-Oligoceen. Fossielen zijn gevonden in de Amerikaanse staten Oregon en Washington, op Vancouver-eiland en op het Japanse Hokkaido. De bouw van de kaak en de tanden van Behemotops vertoont meer overeenkomsten met die van slurfdieren dan met die van latere desmostyliërs. Het was een bewoner van ondiep water en had een nijlpaardachtige leefwijze.